# Partido Pirata (Italia)
El Partido Pirata (en italiano: Partito Pirata) es un partido político de Italia creado en 2006, basado en el modelo del Piratpartiet de Suecia.

## Historia
Fundado en 16 de septiembre de 2006, es miembro fundador de la Internacional de Partidos Pirata y del Partido Pirata Europeo. El 18 de diciembre de 2011, los miembros del Partido Pirata aprobaron el nuevo estatuto, que considera la democracia líquida y la Asamblea Permanente como fundamentos del funcionamiento práctico y político del Partido.
La primera Asamblea Ocasional del partido tuvo lugar en Milán el 23 y 24 de marzo de 2013. En la segunda Asamblea Ocasional, que se celebró en Florencia el 25 de enero de 2014, Luca Cappelletti fue elegido como representante legal del partido.
El Partido Pirata ha colaborado con algunos partidos de la izquierda italiana, presentando a sus miembros como candidatos independientes en las listas de esos partidos o apoyando a políticos que comparten sus ideales. De cara a las elecciones europeas de 2019, el partido presentó sus propias listas en todas las circunscripciones electorales, sin obtener escaños (0,23%).

## Logotipos

Actual